# Straumfjorden (Nordreisa)
 For alternative betydninger, se Straumfjorden. (Se også artikler, som begynder med Straumfjorden)
Straumfjorden (kvensk: Raumavuono, nordsamisk: Siidavuotna) er en fjordarm af Reisafjorden i Nordreisa kommune i Troms og Finnmark fylke  i Norge. Fjorden har indløb mellem Sørnesodden i vest og Øyra i øst via et smalt sund som kaldes Straumen og går 9 kilometer mod syd til Loppevollen i bunden af  fjorden.
Bygden Straumfjordnes ligger på østsiden af dette sund. Der er bebyggelser  langs begge sider af fjorden. 
Europavej E6 går langs østsiden fjorden, mens Fylkesvej 355 (Troms) går langs vestsiden.